# رابح جامع
رابح جامع (23 مارس 1924 في سيدي عبد العزيز، جيجل - 1961 في الميلية بولاية جيجل). كان عسكرياً جزائرياً برتبة كولونيل أثناء الثورة الجزائرية وقائدا مساعداً في منطقة الميليلة.

## حياته
ولد رابح جامع واسمه الحركي أثناء ثورة التحرير ( 1954 - 1962) الخلفة عام 1924 لأب كان ككثير من الجزائريين آنذاك يمتهن الفلاحة، أما والدته فكانت ربة بيت، وهو الولد الثاني من عائلة تتكون من 3 بنات وولدين. ألحقه والده بالكتاب لحفظ القرآن الكريم، في عام 1930 التحق بالمدرسة أين درس الابتدائية ثم المتوسطة، لكنه توقف عن الدراسة بسبب الظروف التي كانت تعاني منها الجزائر في ظل الاستعمار الفرنسي، في عام 1942 سافر إلى الجزائر العاصمة أين اشتغل في التجارة فضلا على ممارسته للملاكمة، كما كان يناضل سياسيا لصالح حزب جبهة التحرير الوطني.

## بداية المهمة
مع اندلاع الثورة التحريرية الجزائرية عام 1954 التحق الخلفة في صفوفها في شهر يناير عام 1955 أين كان مسؤولا عن منطقة الميلية، أوكلت له مهمة جمع السلاح رفقة علي كافي رئيس الجزائر فيما بعد حيث سافرا إلى تونس في مهمة سرية.